# Zhao Wei

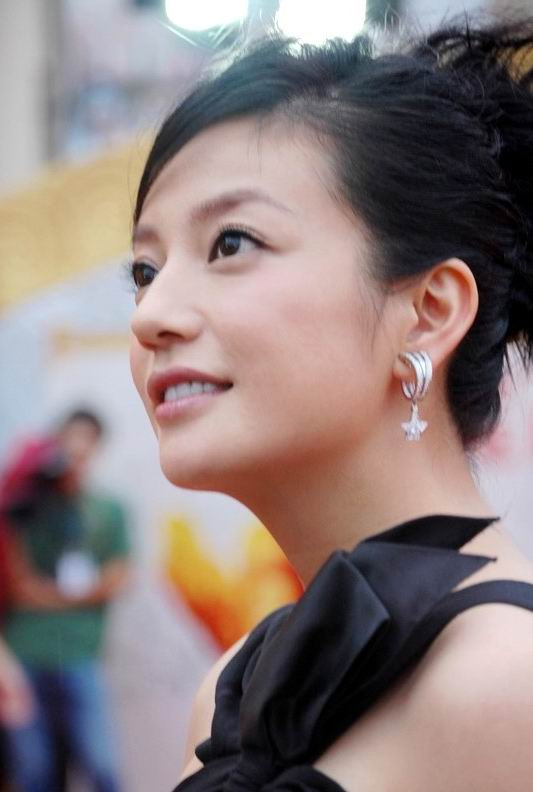
Zhao Wei (2007)

Zhao Wei (chinesisch 趙薇 / 赵薇, Pinyin Zhào Wēi, Jyutping Ziu6 Mei4; * 12. März 1976 in Wuhu, Anhui, Volksrepublik China) auch bekannt als Vicki Zhao, ist eine chinesische Schauspielerin, Regisseurin und Sängerin.

## Leben
Zhao Wei erreichte mit Rollen in So close – Nichts ist so, wie es scheint und Shaolin Kickers internationale Bekanntheit. Im Jahr 2003 spielte sie in Wächter über Himmel und Erde und Green Tea. Im Jahr 2008 spielte sie die Rolle der lebenden Prinzessin Sun Shangxiang in John Woos Red Cliff.
Am 6. August 2009 wurde Zhao Wei zur Vizepräsidentin der Chinese Film Performance Art Academy gewählt.
Am 9. Juni 2010 wurde bestätigt, dass Zhao Wei als eine von sieben Jurymitgliedern und als einziges weibliches Mitglied für die Golden Goblet Awards beim 13. Internationalen Filmfestival Shanghai fungieren würde (SIFF). Ihr Mitwirken an den Filmfestspielen sollte zugleich ihr erster öffentlicher Auftritt nach der Geburt ihrer Tochter sein. Im August 2010 war sie Botschafterin des Changchun Film Festivals.
2016 wurde sie in die Wettbewerbsjury der 73. Internationalen Filmfestspiele von Venedig berufen und 2017 in diejenige des 30. Tokyo International Film Festivals. Als Künstlerin errang sie Dutzende Auszeichnungen und verkaufte mehr als sechs Millionen Tonträger in Asien.
Seit Ende August 2021 ist sie aus der Öffentlichkeit verschwunden. Anfang September 2021 wurden alle Referenzen zu Wei im chinesischen Internet gelöscht. Der Grund dafür ist nicht bekannt. In Staatsmedien wurde lediglich geschrieben, sie sei „in Skandale verwickelt“. Andere Stars löschten Fotos, wenn sie darauf mit Wei zu sehen waren. Kontext ist offenbar die von der chinesischen Regierung aktuell ausgerufene Doktrin Gemeinschaftlicher Wohlstand. Im Frühjahr 2024 erschienen auf einigen Plattformen wie Bilibili wieder Videos mit Zhao Wei und bei der Suchmaschine Baidu wurden ihre Daten teilweise wiederhergestellt.

## Filmografie (Auswahl)

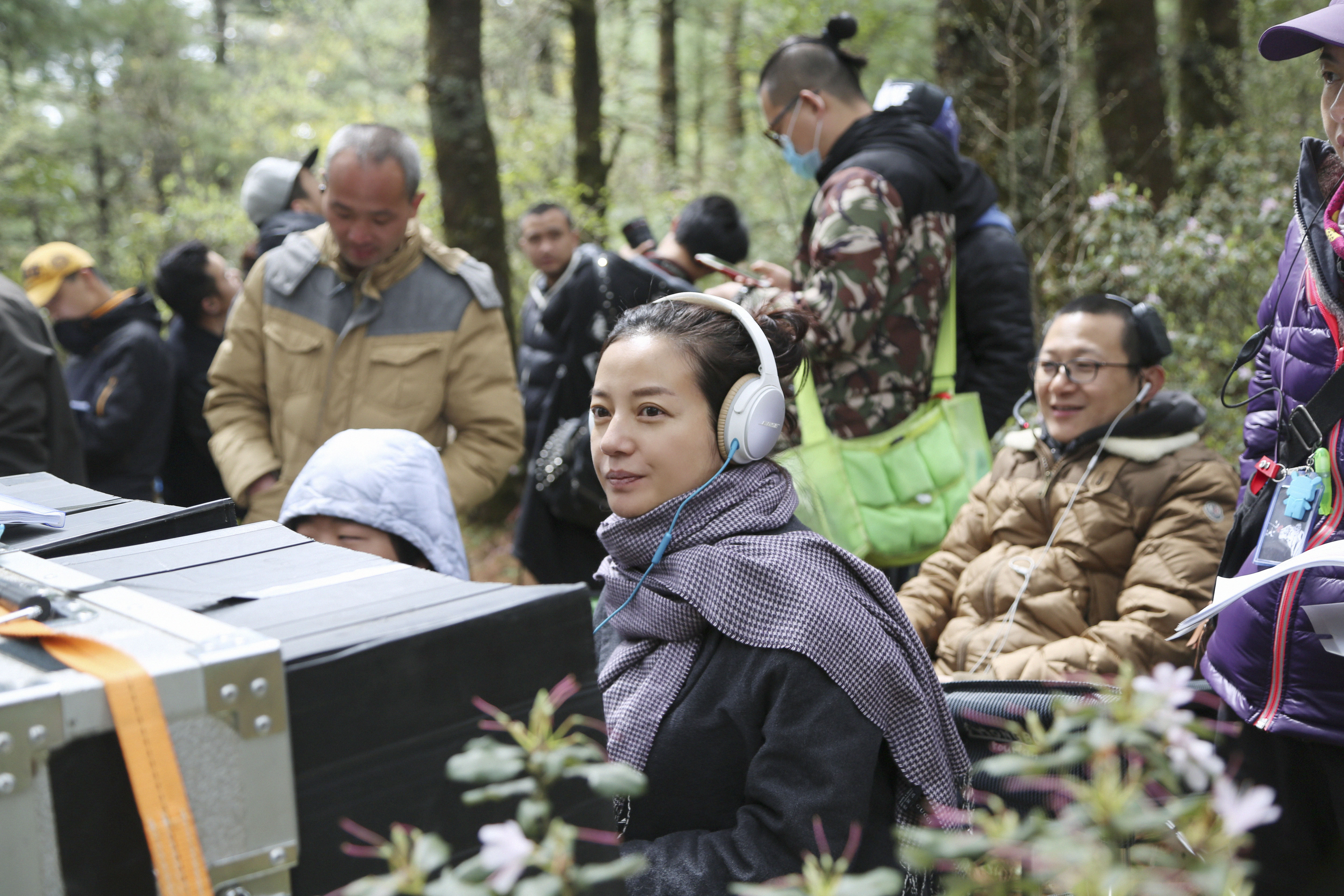
Zhao Wei als Regisseurin (2016)

- 1998: My Fair Princess (Fernsehserie)
- 1999: Deja Vu
- 1999: My Fair Princess 2 (Fernsehserie)
- 2000: Das Duell in der verbotenen Stadt (The Duel)
- 2001: Shaolin Kickers (Shaolin Soccer)
- 2001: Profound Love in Heavy Rain (Fernsehserie)
- 2002: Chinese Odyssey 2002
- 2002: So close – Nichts ist so, wie es scheint (Xi yang tian shi)
- 2003: Green Tea
- 2003: My Dream Girl
- 2003: Wächter über Himmel und Erde (Warriors of Heaven and Earth)
- 2003: Goddess of Mercy
- 2005: A Time to Love
- 2005: Moment in Peking (Fernsehserie)
- 2006: The Postmodern Life of My Aunt
- 2006: Fast Track Love (Fernsehserie)
- 2007: Thank You for Having Loved Me (Fernsehserie)
- 2007: The Longest Night in Shanghai
- 2008: Red Cliff
- 2008: Painted Skin
- 2009: An Epic of a Woman (Fernsehserie)
- 2009: Red Cliff II
- 2009: Founding of Nation
- 2009: Mulan – Legende einer Kriegerin (Mulan)
- 2010: 14 Blades
- 2012: Love
- 2012: Painted Skin: The Resurrection
- 2013: So Young (Regie)
- 2014: Dearest
- 2015: Tiger Mom (Fernsehserie) (auch Produktion)
- 2015: Hollywood Adventure (auch Produktion)
- 2015: Lost in Hong Kong
- 2016: Three
- 2019: Two Tigers (auch Produktion)

## Auszeichnungen
Siehe: Liste von Auszeichnungen von Zhao Wei